# Enterprise resource planning
Un enterprise resource planning o ERP, conosciuto come pianificazione delle risorse d'impresa, è un software di gestione che integra tutti i processi aziendali e tutte le funzioni aziendali rilevanti, ad esempio vendite, acquisti, gestione magazzino, finanza o contabilità. Integra quindi tutte le attività aziendali in un unico sistema per supportare al meglio il management. Attraverso tale sistema, i dati provenienti da molteplici parti dell'azienda vengono raccolti e gestiti in maniera centralizzata.
Con l'aumento della popolarità dell'ERP e la riduzione dei costi delle tecnologie dell'informazione e della comunicazione, si sono sviluppate applicazioni che aiutano i business manager ad implementare questa metodologia nelle attività di business, quali il controllo di inventari, il tracciamento degli ordini, i servizi per i clienti, la finanza e le risorse umane.

## Storia
Il Gartner Group ha usato per la prima volta l'acronimo ERP negli anni '90 per includere le capacità di pianificazione dei requisiti dei materiali (MRP), e la successiva pianificazione delle risorse di produzione (MRP II), così come la produzione integrata al computer. Senza sostituire questi termini, ERP è venuto a rappresentare un insieme più ampio che riflette l'evoluzione dell'integrazione delle applicazioni oltre la produzione.
La prima versione dell'ERP metteva in collegamento diretto le aree di gestione contabile con l'area di gestione logistica (magazzini ed approvvigionamento); successivamente si sono iniziate ad implementare le relazioni interne anche con le aree di vendita, distribuzione, produzione, manutenzione impianti, gestione dei progetti, ecc. Di grande importanza è il sistema di pianificazione fabbisogno materiali o material requirements planning (MRP) la sua evoluzione MRP 2 (integrati nel sistema ERP) che permettono di programmare logiche di ordini automatici ai fornitori molto sofisticate, tanto da tener conto dei tempi di consegna e di messa in produzione del prodotto; questa metodologia permette di ottimizzare la rotazione dei materiali nei magazzini e la minimizzazione delle giacenze che impattano a livello contabile e fiscale.
Da evidenziare anche la crescita, sullo scenario nazionale, di ERP tutti italiani che garantiscono la gestione completa degli adempimenti contabili e fiscali rispetto alla complessa normativa italiana; questi ERP a differenza dei grandi fornitori internazionali si calano in maniera più precisa nel "modus operandi" dell'azienda italiana con conseguente minore sforzo di adattamento alle procedure delle aziende che li adottano.
A tutt'oggi i moderni sistemi di ERP coprono tutte le aree che possano essere automatizzate e/o monitorate all'interno di un'azienda, permettendo così agli utilizzatori di operare in un contesto uniforme ed integrato, indipendentemente dall'area applicativa.
Dai primi anni del 2000, i maggiori fornitori di soluzioni ERP iniziano a creare delle soluzioni informatiche verticali per i vari settori merceologici delle aziende; iniziano così a nascere specializzazioni degli applicativi per il settore automobilistico, per i settore delle vendite al dettaglio, per il settore logistico, per il settore meccanico e per il settore edile.
Negli anni più recenti anche gli ERP hanno cominciato a introdurre funzionalità basate su logiche di intelligenza artificiale. Le prime funzionalità di IA integrate negli ERP riguardano il supporto utente, la generazione documenti e testi. A questo si aggiungono sistemi per la gestione del magazzino e degli approvvigionamenti. Si prevede che in pochi anni la IA modificherà molto il panorama attuale dei software gestionali ERP. Tuttavia l'utilizzo estensivo di calcoli AI, che sono quantificati per token, porterà ad un indubbio aumento dei costi Opex rispetto ai tradizionali investimenti Capex cui le aziende erano solite investire

## Descrizione

### Caratteristiche
I sistemi ERP tipicamente sono caratterizzati da tre fattori:
1. Un database comune per tutte le applicazioni, in tal modo non ci siano problemi di aggiornamento dei dati, all'opposto di quanto avviene nei sistemi a isole
2. Una struttura modulare
  - Ciò consente una grande interoperabilità tra i gruppi funzionali
  - Consente inoltre all'impresa di decidere quale strategia utilizzare ovvero la cosiddetta one shop stop che consiste nel comprare tutti i moduli di un unico venditore oppure la strategia best of breed che consiste nello scegliere il modulo dal miglior produttore. A seconda della funzione si possono distinguere le seguenti classi:
    - Moduli cross-industry ovvero moduli la cui funzione è interaziendale, un esempio sono i moduli per la contabilità.
    - Moduli industry, ovvero pacchetti indirizzati alla specifica funzione considerata, un esempio può essere un programma per la progettazione dei tergicristalli, in un'apposita industria.
    - Moduli extended, ovvero moduli che non appartengono alla versione di base, un esempio sono i customer relationship management (CRM) e la gestione della catena di distribuzione (SCM).
3. Un approccio prescrittivo; questo tipo di approccio favorisce la riprogettazione dei processi aziendali (BPR), inoltre inverte il solito paradigma del programma che si adatta alla funzione.

### Obiettivi
- Migliorare l'efficienza aziendale da un punto di vista operativo, riducendo i costi e aumentando il controllo sulla gestione dell'azienda,
- Viene abbassato il rischio grazie all'integrità dei dati e grazie ad un maggior numero di controlli finanziari,
- Aumento dell'efficienza del management, infatti un aumento della reperibilità di dati rende possibile velocizzare e rendere più affidabili i processi aziendali e anche quelli decisionali,
- Migliore coordinamento tra gli utenti dei dati relativi ai processi aziendali, infatti questo sistema condiviso consente a più utenti di accedere ad un numero più elevato di informazioni,
- Si ha una migliore gestione delle risorse umane come ad esempio gli operai,
- Vengono ridotti i costi relativi alla gestione operativa, perché dal momento in cui i processi diventano più brevi e più precisi si risparmiano tempo e costi, così aumenta l'efficienza aziendale;
- Favorire un approccio predittivo grazie ai report e al tracciamento dei tempi e delle procedure di produzione;
- Rendere trasparente l’informativa dei processi e delle procedure legate alla produzione, così da agevolare e allineare i diversi reparti dell’azienda verso gli stessi obiettivi[8].

### Componenti
- Contabilità
- Controllo di gestione
- Gestione del personale
- Gestione degli acquisti
- Gestione dei magazzini
- Pianificazione del fabbisogno dei materiali
- Gestione della produzione
- Gestione progetti
- Gestione delle vendite
- Gestione della distribuzione
- Gestione della manutenzione impianti
- Gestione degli Asset

### L'ERP nell'architettura orientata ai servizi
Le aziende in un mercato globalizzato sentono sempre più spesso la necessità di rendere accessibili le loro applicazioni e questo comporta l'esigenza di avere qualcosa in più di una semplice interfaccia posto sul nucleo del sistema centrale: nasce quindi l'esigenza di realizzare una forte integrazione tra tutte le applicazioni e i dati, indipendentemente dalla loro posizione geografica o logica.
Oggi, se un'azienda vuole operare nel mercato globale, deve integrarsi con l'esterno, inserendo anche l'ERP in un'architettura orientata ai servizi (SOA), permettendole così di integrarsi con le applicazioni di partner, fornitori e clienti. Non a caso i big del software enterprise offrono soluzioni ERP integrate in SOA.

### Tempi e costi di progetto
Nel corso dell'implementazione di un ERP si fa ricorso a diversi specialisti, per i tanti aspetti tecnici, funzionali e applicativi da prendere in considerazione. Requisiti hardware, processi, parametrizzazione, migrazione dei dati e naturalmente i costi correlati devono essere valutati accuratamente. L'impatto organizzativo del progetto richiede che gli specialisti del pacchetto prescelto siano spesso affiancati (o preceduti) da uno specialista di riprogettazione dei processi aziendali.
I costi del progetto dipendono quindi da diversi fattori quali: costo della licenza, numero di utenti, personalizzazioni, hardware, formazione del personale e consulenze. Un progetto di implementazione per una PMI parte dai 50.000 euro e va a salire. Per grandi imprese, soprattutto per soluzioni leader di mercato quali quelle di SAP, andiamo ad oltre il milione di euro.
Nel futuro prossimo si prevede tuttavia l'arrivo sul mercato Italiano di applicativi che permettano una drastica riduzione del costo di implementazione e licenza per le Piccole e medie imprese (PMI), che in Italia soffrano di una bassa automatizzazione.
A queste si affiancano le soluzioni distribuite tramite modello software as a service (SaaS) che permettono ad un'azienda con processi standard di ridurre drasticamente i costi per il proprio ERP.

## Il mercato degli ERP
I sistemi ERP hanno avuto tassi di crescita molto elevati alla fine degli anni novanta. Infatti, secondo alcune fonti, il 50% delle aziende europee ha installato uno o più moduli ERP ed oltre il 35% li usa in almeno 3 aree funzionali. I grandi produttori dominano il mercato delle multinazionali e grandi imprese nazionali, ma hanno minor penetrazione fra le PMI italiane dove produttori locali hanno la maggior quota del mercato grazie a maggiore specificità e minore complessità di implementazione anche se spesso le soluzioni italiane sono basate su tecnologie obsolete.
Il mercato degli ERP può essere inoltre classificato in due grandi categorie: il software proprietario e il software open source. I software proprietari non rendono disponibile il codice sorgente, ma possono permettere in alcuni casi comunque ambienti dedicati alla personalizzazione delle funzionalità da parte dell'utente, ed offrono garanzie di assistenza ed aggiornamento. Un esempio di software con codice chiuso ma possibilità di personalizzazioni in ambiente specifico è SAP.
Il software open source viene invece distribuito con il codice sorgente e con la possibilità da parte dell'utente di poterlo modificare per adattarlo alle proprie esigenze. Un esempio di gestionali basati su tecnologia Open Source sono quelli basati sulla piattaforma 1C Enterprise.

## Professional Services Automation
Un Professional Services Automation (PSA) è l'analogo di un ERP adattato per il mondo dei servizi. In pratica è una soluzione software gestionale che supporta le organizzazioni (imprese ed enti) che erogano servizi professionali a gestire e automatizzare i loro processi di business, come la scomposizione del contratto, la pianificazione dei progetti, la gestione delle risorse e il monitoraggio del tempo, la consuntivazione delle attività di commessa, la pre-fatturazione. Hanno funzioni di automazione dei compiti e possono avere altre opzioni come il service desk e il reporting. Si basa sul fatto che nei servizi non ci sono i materiali (e la relativa logistica) ma le persone cioè: ruolo (ruolo/mansione e relative competenze), calendario produzione (giorno, attività, orari), unità di misura del servizio (ore, giornate, pratiche, etc.). Sono naturalmente posti in connessione con l'applicativo di contabilità.
Nella parte di pianificazione delle squadre di lavoro il PSA ha certe affinità con un'applicazione di workforce management (WFM) che, nel manifatturiero, serve per organizzare i turni di lavoro e ottimizzare la produttività.
Nel settore IT il gestionale PSA potrebbe essere messo in connessione con l'applicazione software RMM (Remote Monitoring Management).